# Kvadratická rovnice
Jako kvadratická rovnice se v matematice označuje algebraická rovnice druhého stupně, tzn. rovnice o jedné neznámé, ve které neznámá vystupuje ve druhé mocnině (x²). V základním tvaru vypadá následovně:
{\displaystyle ax^{2}+bx+c=0}
Zde jsou a, b a c čísla (obvykle reálná čísla, pro komplexní čísla vizte níže), tzv. koeficienty této rovnice a x je neznámá (obvykle se předpokládá reálná nebo komplexní). Koeficient a je vždy různý od nuly (nenulový), neboť pro a = 0 se jedná o lineární rovnici. Kvadratická rovnice se často vyjadřuje v základním (normovaném) tvaru, kde a = 1. Do tohoto tvaru lze každou kvadratickou rovnici převést jejím vydělením koeficientem a.
Jednotlivé členy mají také svá pojmenování: ax² je kvadratický člen (odpovídající kvadratické funkci), bx je lineární člen (odpovídající lineární funkci) a c absolutní člen (odpovídající konstantní funkci).
Kvadratická rovnice, která nemá lineární člen, tj. má tvar:
{\displaystyle ax^{2}+c=0}
se nazývá ryze kvadratická 
rovnice.
Kvadratická rovnice, která nemá absolutní člen, tj. má tvar:
{\displaystyle ax^{2}+bx=0}
se nazývá kvadratická 
rovnice bez absolutního členu.

## Řešení rovnice
Při řešení rovnice lze postupovat tak, že se nejprve vypočítá tzv. diskriminant {\displaystyle D=b^{2}-4ac}. Podle jeho hodnoty pak mohou nastat tři případy:
- D = 0, tehdy má rovnice jedno (tzv. dvojnásobné) řešení {\displaystyle x={\frac {-b}{2a}}}. Původní rovnici je možno zapsat ve tvaru {\displaystyle a(x+{\frac {b}{2a}})^{2}=0}.
- D > 0, tehdy má rovnice dvě různá reálná řešení {\displaystyle x_{1,2}={\frac {-b\pm {\sqrt {D}}}{2a}}}. Rovnici je možno zapsat ve tvaru {\displaystyle a(x-x_{1})(x-x_{2})=0}.
- D < 0, tehdy rovnice nemá v reálném oboru řešení. Jejím řešením jsou dvě komplexně sdružená čísla {\displaystyle x_{1,2}={\frac {-b\pm i{\sqrt {-D}}}{2a}}}. Rovnici je opět možné napsat ve tvaru {\displaystyle a(x-x_{1})(x-x_{2})=0}, ovšem kořeny {\displaystyle x_{1,2}} jsou nyní komplexní čísla.

### Příklad
- {\displaystyle 2x^{2}+9x+4=0}
- {\displaystyle D=b^{2}-4ac=9^{2}-4\cdot 2\cdot 4=49}
- {\displaystyle x_{1,2}={\frac {-9\pm {\sqrt {49}}}{2\cdot 2}}}
- {\displaystyle x_{1}={\frac {-9+7}{4}}=-{\frac {1}{2}},x_{2}={\frac {-9-7}{4}}=-4}

### Odvození
Vzorce pro výpočet diskriminantu a kořenů lze odvodit následujícím způsobem:
Vychází se z obecného tvaru rovnice:
{\displaystyle ax^{2}+bx+c=0} .
Protože {\displaystyle a\neq 0}, lze jím rovnici vynásobit:
{\displaystyle a^{2}x^{2}+abx+ac=0}, což lze doplnit na druhou mocninu dvojčlenu (tzv. doplnění na čtverec):
{\displaystyle (ax)^{2}+2ax{\frac {b}{2}}+\left({\frac {b}{2}}\right)^{2}-\left({\frac {b}{2}}\right)^{2}+ac=0}; nyní se zapíše vzniklý trojčlen jako druhá mocnina:
{\displaystyle \left(ax+{\frac {b}{2}}\right)^{2}-{\frac {b^{2}}{4}}+ac=0} a rovnice se vynásobí čtyřmi:
{\displaystyle 4\left(ax+{\frac {b}{2}}\right)^{2}-b^{2}+4ac=0}; první člen se roznásobí, z druhého vytkne číslo −1
{\displaystyle (2ax+b)^{2}-(b^{2}-4ac)=0} a převede se na pravou stranu:
{\displaystyle (2ax+b)^{2}=b^{2}-4ac}.
Pravá strana rovnice tvoří diskriminant, jehož nezápornost umožní odmocnění obou stran rovnice (v reálných číslech). Odtud plyne, proč hodnota diskriminantu určuje počet řešení kvadratické rovnice. Po odmocnění (které dává při kladném diskriminantu dvě hodnoty lišící se znaménkem, proto jsou i na levé straně uvedeny dva kořeny):
{\displaystyle 2ax_{1,2}+b=\pm {\sqrt {b^{2}-4ac}}}, po odečtení b od obou stran:
{\displaystyle 2ax_{1,2}=-b\pm {\sqrt {b^{2}-4ac}}} a vydělením rovnice nenulovým výrazem 2a se dostane vzorec pro kořeny rovnice:
{\displaystyle x_{1,2}={\frac {-b\pm {\sqrt {b^{2}-4ac}}}{2a}}}.

## Komplexní koeficienty
V nejobecnějším případě jsou také koeficienty {\displaystyle a,b,c} komplexní čísla. Řešení získáme opět výpočtem diskriminantu {\displaystyle D=b^{2}-4ac} a jeho druhé odmocniny v oboru komplexních čísel. Vzorec řešení je stejný jako v případě reálných koeficientů. {\displaystyle x_{1,2}={\frac {-b\pm {\sqrt {D}}}{2a}}}. Výsledkem jsou obecně dvě komplexní čísla, mezi nimiž nemusí být žádný vztah. Rovnici je opět možné napsat ve tvaru {\displaystyle a(x-x_{1})(x-x_{2})=0}. V případě nulového diskriminantu obě řešení splývají v jedno komplexní číslo {\displaystyle x_{0}} a rovnice má tvar {\displaystyle a(x-x_{0})^{2}=0}.

## Další rovnosti
Pro kořeny rovnice platí následující rovnosti (jedná se o speciální případ Viètových vztahů):
- {\displaystyle x_{1}+x_{2}=-{\frac {b}{a}}}
- {\displaystyle x_{1}x_{2}={\frac {c}{a}}}

## Geometrický význam
Levá strana rovnice ({\displaystyle ax^{2}+bx+c}) popisuje parabolu s osou rovnoběžnou s osou y. Pokud je a>0, je parabola otevřená směrem nahoru (má vrchol dole), při a<0 je otevřená dolů (vrchol je nahoře). Řešení kvadratické rovnice odpovídá hledání průsečíků této paraboly s osou x (pravá strana z rovnice dělá výraz y=0). Podle polohy paraboly mohou nastat tři případy:
- Parabola leží celá nad (pro a>0) nebo celá pod (pro a<0) osou x. To nastane v případě, že D<0. Tehdy parabola nemá žádný průsečík s osou x, což znamená, že kvadratická rovnice nemá v reálných číslech řešení. Kořeny rovnice jsou dvě komplexně sdružená komplexní čísla.
- Vrchol paraboly leží právě na ose x. To nastane v případě, že D=0. Tehdy se parabola osy x dotýká, tzn. má s ní jeden společný bod (právě vrchol paraboly), tzn. kvadratická rovnice má jedno (dvojnásobné) řešení.
- V ostatních případech osa x parabolu protíná ve dvou bodech. To nastane v případě, že D>0. Tehdy existují dva průsečíky osy x s parabolou, tzn. rovnice má dvě různá řešení.

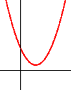
x² − x + 1: Celá parabola je nad osou x.
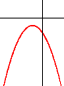
−x² − 2x − 2: Celá parabola je pod osou x.
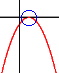
−x² + 2x − 1: Parabola se dotýká osy x.
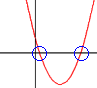
x² − 5x + 2: Osa x parabolu protíná.